# Демократа (Говернадор-Валадаріс)
«Демократа» (порт. Democrata) — бразильський футбольний клуб із міста Говернадор-Валадаріс, штат Мінас-Жерайс. Заснований 13 лютого 1932 року.